# 29 Brygada Zmechanizowana
29 Szczecińska Brygada Zmechanizowana im. Króla Stefana Batorego (29 BZ) – dawny związek taktyczny wojsk zmechanizowanych Sił Zbrojnych RP.

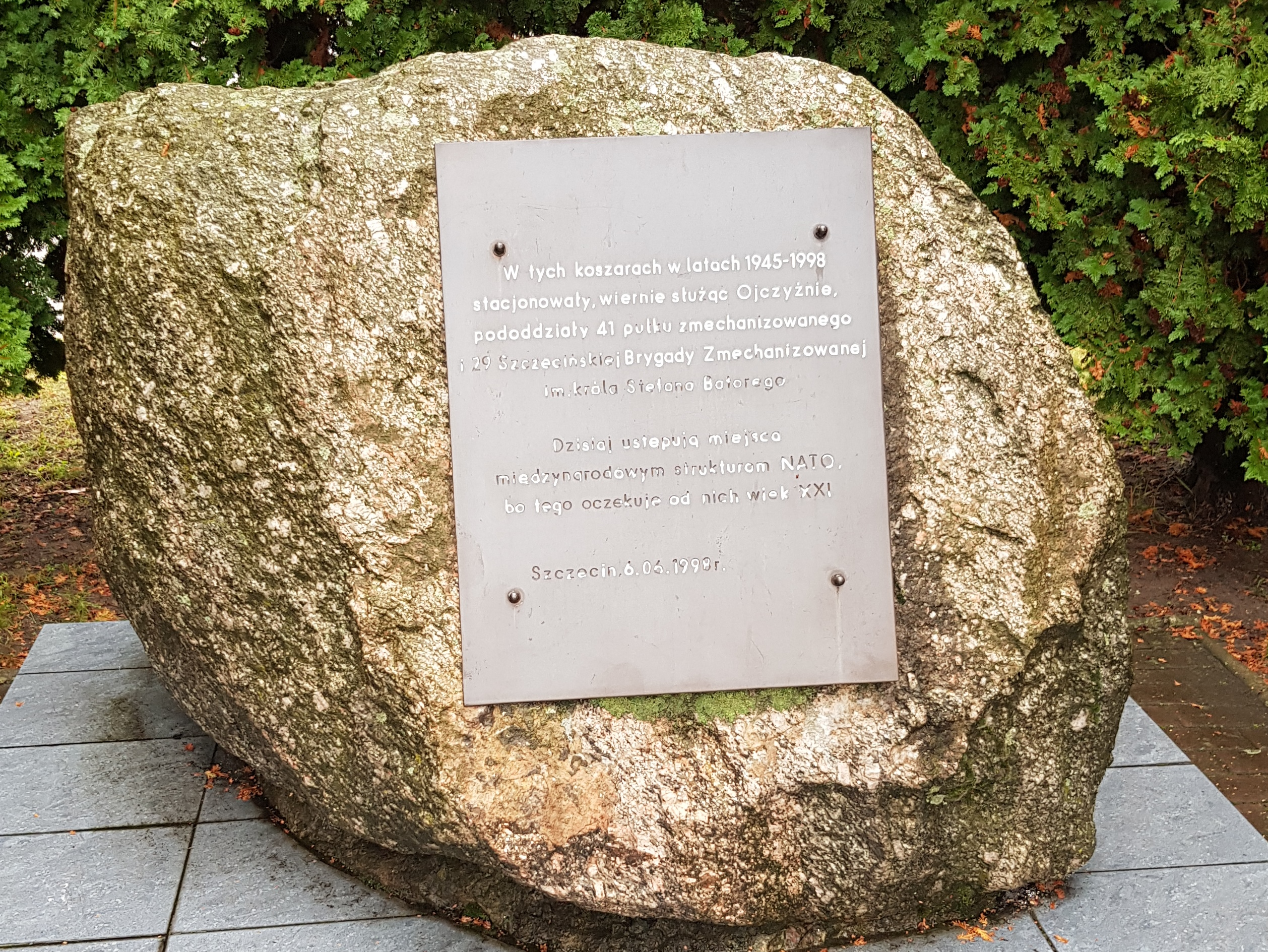
Tablica pamiątkowa

## Formowanie i zmiany organizacyjne
Brygada została sformowana w czerwcu 1995 na bazie rozformowywanego 41 pułku zmechanizowanego. Stacjonowała w Szczecinie przy ulicy Łukasińskiego. Była jednostką o niskich stanach osobowych. Jej trzon stanowili żołnierze rezerwy. Przedmiotem szkolenia w brygadzie było przede wszystkim doskonalenie rezerw osobowych znajdujących się na przydziałach mobilizacyjnych w poszczególnych pododdziałach. W swoim składzie posiadała też kompanię zmechanizowaną (1/1bz) szkolącą nowo wcielonych żołnierzy dla potrzeb misji pokojowych realizowanych w ramach ONZ.
W wyniku kolejnych zmian restrukturyzacyjnych w Wojsku Polskim brygadę rozformowano. Ostatecznie brygada przestała istnieć 1 stycznia 1998 roku. Sztandar przekazany został do Muzeum Wojska Polskiego w Warszawie.
W koszarach brygady rozlokowano sztab Wielonarodowego Korpusu Północno-Wschodniego.
Brygada stanowiła oddział gospodarczy dla 2 pułku artylerii i wielu mniejszych jednostek garnizonu Szczecin.

## Struktura organizacyjna
- dowództwo i sztab
- batalion dowodzenia – mjr Zdzisław Włodarczyk
- 1 batalion zmechanizowany – kpt. Robert Konopka
- 2 batalion zmechanizowany – mjr Jerzy Hebda
- 3 batalion zmechanizowany – kpt. Marek Klimczak
- batalion czołgów – kpt. Krzysztof Skowroński
- batalion piechoty zmotoryzowanej – kpt. Tadeusz Dziedzic
- dywizjon artylerii samobieżnej – mjr Wojciech Prądzyński
- dywizjon artylerii przeciwpancernej – mjr Czesław Dębowski
- dywizjon artylerii przeciwlotniczej – mjr Zbigniew Weryk
- kompania rozpoznawcza
- kompania saperów
- kompania zaopatrzenia – kpt. Jeremi Długosz
- kompania remontowa – kpt. Dariusz Stempiński
- kompania medyczna – por. Krzysztof Bojanowski

Uzbrojenie
- bojowe wozy piechoty BWP-1
- czołgi podstawowe T-55
- haubice samobieżne 2S1 Goździk
- armaty przeciwlotnicze ZU-23-2
- wozy rozpoznawcze BRDM-2

## Dowództwo brygady
- Dowódca – ppłk dypl. Mirosław Szyłkowski

Zastępcy:
- Szef szkolenia – ppłk dypl. Zbigniew Jarosiewicz
- Szef sztabu – ppłk dypl. Ryszard Witwicki
- Szef logistyki – ppłk mgr Zygmunt Więch

## Tradycje
Zgodnie z decyzja nr 24 /MON z 20.03.1996 roku, 3 maja 1996 roku, Brygada przyjęła nazwę wyróżniającą "Szczecińska" i imię króla Stefana Batorego. Przejęła również dziedzictwo i kontynuację tradycji:
- 41 Suwalskiego pułku piechoty Marszałka Józefa Piłsudskiego (1918 – 1944)
- 76 Lidzkiego pułku piechoty im. Ludwika Narbuta (1919 – 1944)
- 81 pułku Strzelców Grodzieńskich im. Króla Stefana Batorego (1918 – 1944)
- 29 pułku artylerii lekkiej (1920 – 1939)
- 41 pułku zmechanizowanego (1945 – 1995)

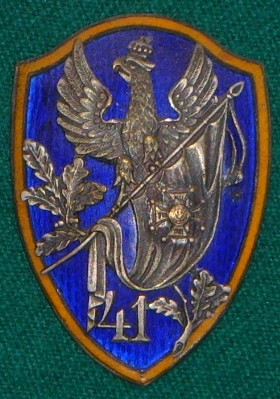
41 Suwalski Pułk Piechoty (1918 – 1944)
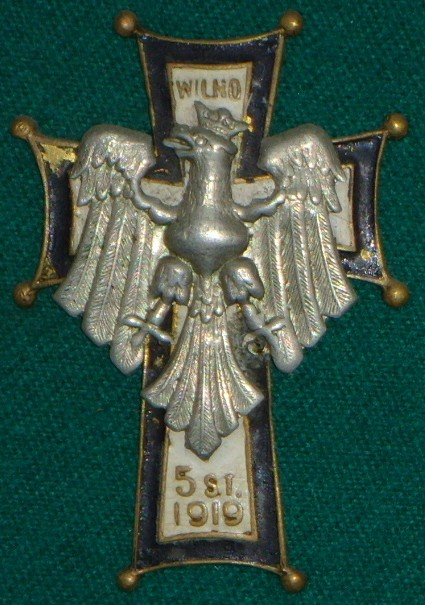
76 Lidzki Pułk Piechoty (1919 – 1944)
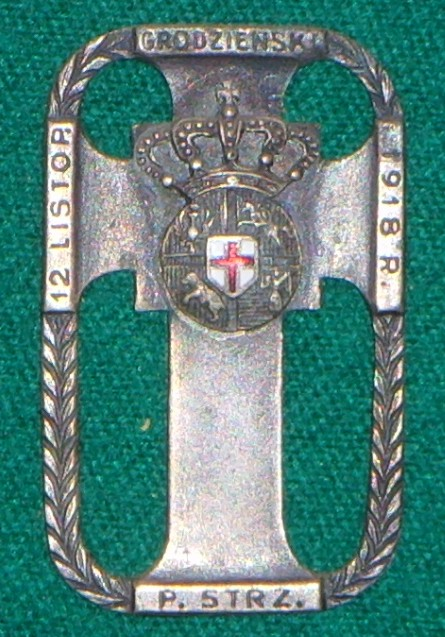
81 Pułk Strzelców Grodzieńskich (1918 – 1944)
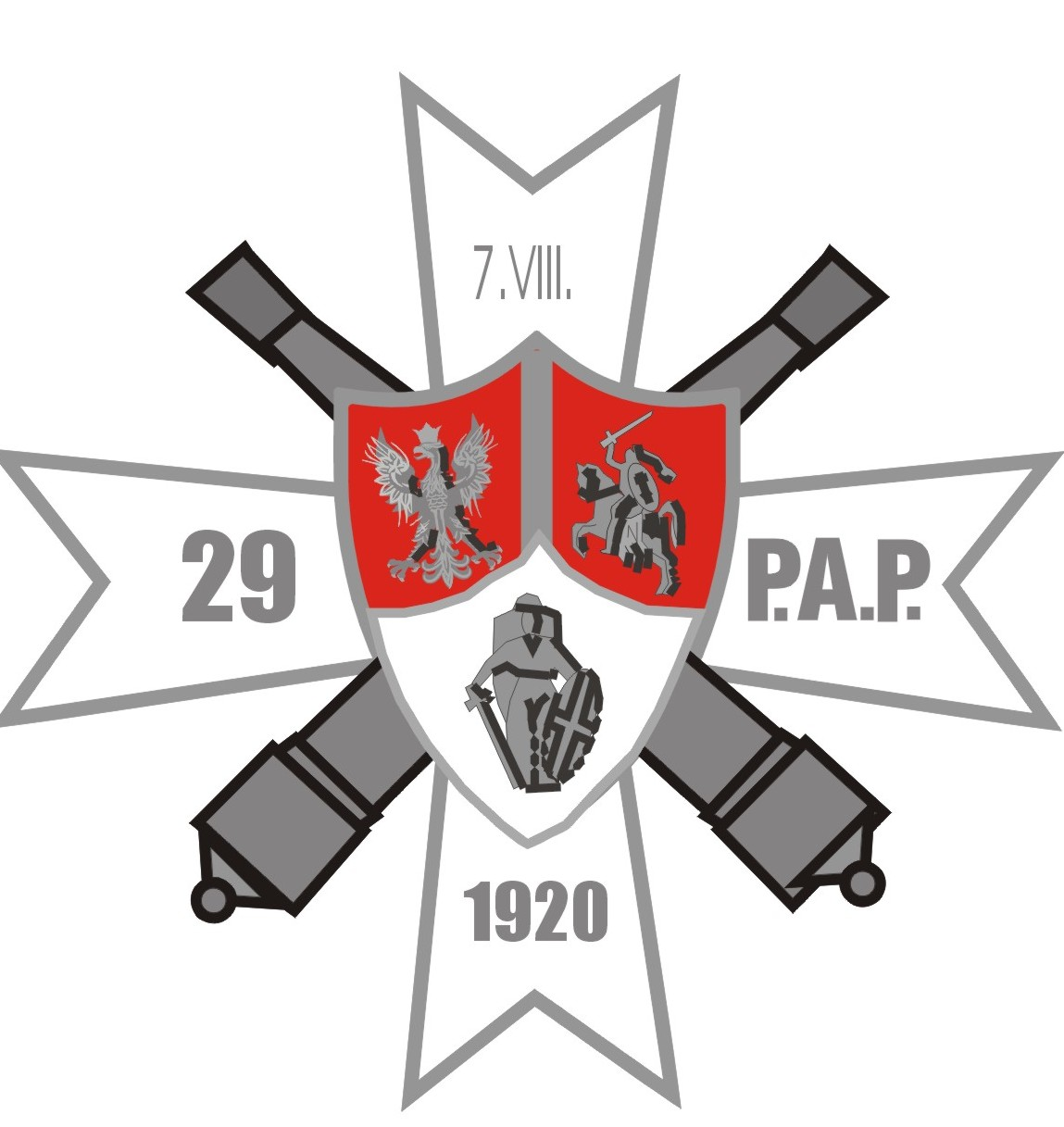
29 Pułk Artylerii Lekkiej (1920 – 1939)
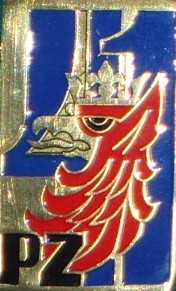
41 Pułk Zmechanizowany (1945 – 1995)

## Symbole brygady
Sztandar

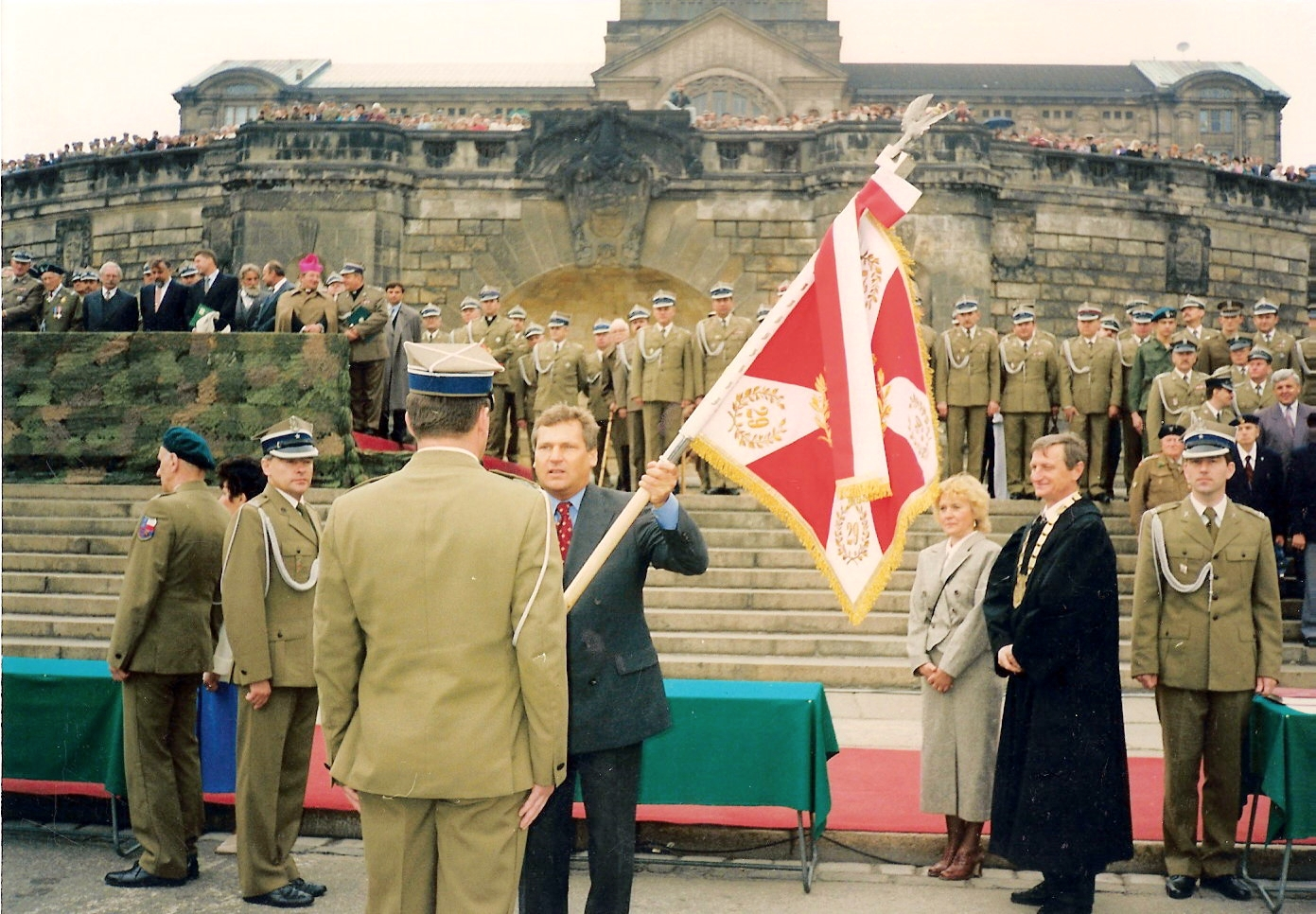
Akt wręczenia sztandaru przez Prezydenta RP Aleksandra Kwaśniewskiego dowódcy 29 Brygady Zmechanizowaniej ppłk. dypl. Mirosławowi Szyłkowskiemu

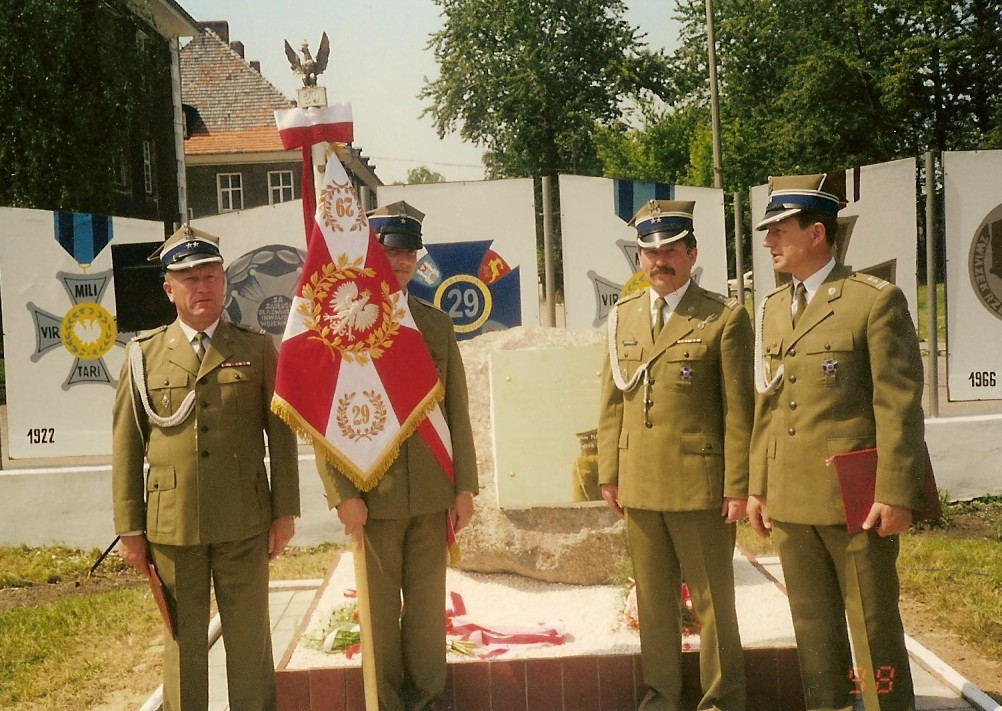
Dowództwo brygady w dzień pożegnania ze sztandarem

23 czerwca 1996 prezydent RP Aleksander Kwaśniewski, na Wałach Chrobrego w Szczecinie, wręczył dowódcy brygady ppłk. dypl. Mirosławowi Szyłkowskiemu sztandar. Rodzicami chrzestnymi sztandaru byli: Prezes Izby Rzemieślniczej w Szczecinie Pan Piotrkowski i Dyrektor Liceum ogólnokształcącego nr 5 w Szczecinie Pani Zaleska. Sztandar ufundowały zakłady pracy Szczecina i częściowo osoby indywidualne, w tym rodziny kadry zawodowej brygady.
Płat sztandaru to biała tkanina w kształcie kwadratu o wymiarach 75x75 cm, po której obu stronach znajduje się krzyż kawalerski wykonany z tkaniny czerwonej. Jeden bok sztandaru wszyty jest w białą skórę. Boki sztandaru obszyte złotą frędzlą. Na stronie głównej płata, pośrodku krzyża kawalerskiego, znajdują się dwie gałązki wawrzynu, haftowane złotym szychem. Pośrodku wieńca umieszczony wizerunek orła białego z głową zwróconą do drzewca. W rogach płata umieszczone są wieńce z wawrzynu z numerem jednostki – 29.
Na stronie odwrotnej płata, pośrodku krzyża kawalerskiego, znajduje się napis "BÓG HONOR OJCZYZNA" w wieńcu z wawrzynu. W rogach płata umieszczone są wieńce wawrzynu, a w ich polach cztery herby miast związanych z dziedziczonymi przez brygadę tradycjami: Poznania – miejsce sformowania 41 pp, Suwałk – miejsce stacjonowania 41 Suwalskiego pułku piechoty, Szczecina – miejsce stacjonowania 29 BZ oraz Łomży – miejsce walk 29 Dywizji Piechoty w czasie trwania kampanii wrześniowej.
Szczególne znaczenie miał na sztandarze herb Łomży (koziołek). W ten sposób autorzy projektu sztandaru „przemycili” w sposób legalny symbolikę innego polskiego miasta sprzed 1939 roku – Grodna. Grodno – miasto króla Stefana Batorego i duży przedwojenny garnizon wojskowy, w którym stacjonowało większość wojsk 29 Dywizji Piechoty było szczególnie bliskie żołnierzom Brygady.
Odznaka brygady
Odznaka ma kształt krzyża równoramiennego z owalnymi wcięciami między ramionami o srebrzystych krawędziach. W centrum krzyża, na żółtym otoku widniał napis „Brygada Zmechanizowana,” a w centrum liczba „29”. Między ramionami krzyża umieszczone zostały srebrzyste herby miast związanych z historią jednostek, których tradycje kultywowała Brygada
Zarówno odznakę jak i sztandar zaprojektowali oficerowie: ppłk Waldemar Huścia i mjr Paweł Dickert.
Plakietki brygady

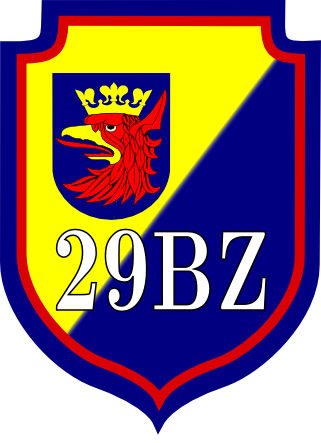
plakietka naramienna
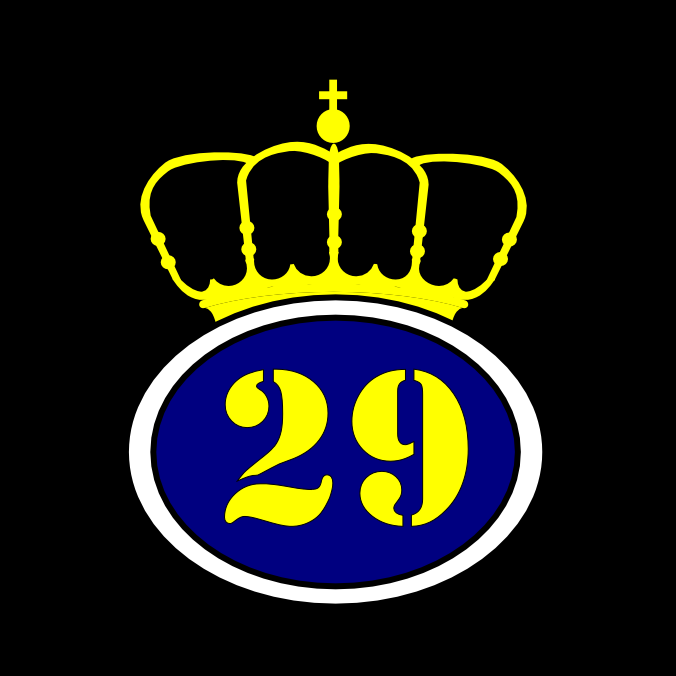
plakietka na czarny beret
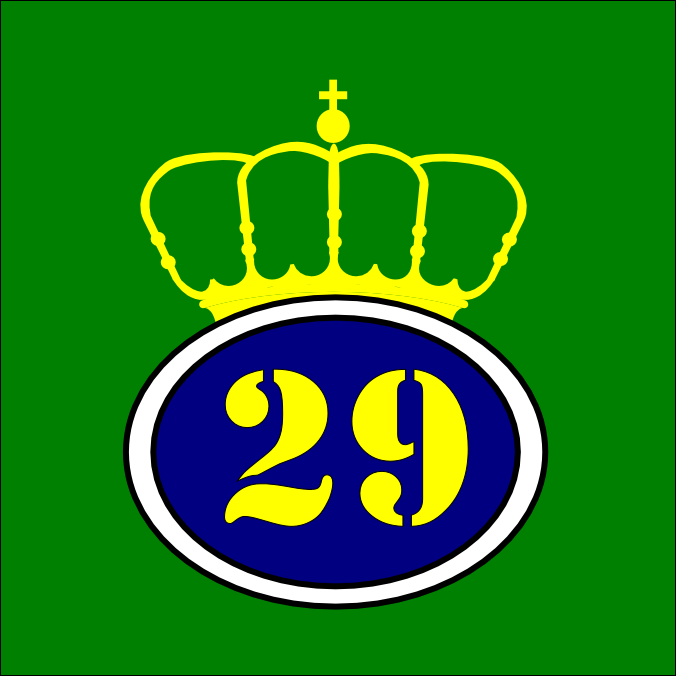
plakietka na zielony beret

## Przekształcenia
41 pułk piechoty (1945−1958) → 41 pułk zmechanizowany (1958−1995) → 29 Brygada Zmechanizowana (1995−1998)